# Čuiči Nagumo
Čuiči Nagumo (南雲 忠一, Nagumo Čuiči), viceadmiral japonske vojne mornarice, * 25. marec 1887, Yamagata, † 6. julij 1944, otok Saipan.

## Življenje in delo
Na začetku 2. svetovne vojne je bil komandant 1. letalskopomoreke flote na Pacifiku, kateri so pripadale tudi letalonosilke. Decembra 1941 je vodil japonski napad na ameriško oporišče Pearl Harbor na otoku Oahu na Havajih. Bil je tudi komandant skupine letalonosilk, katere so Američani premagali v bitki za Midway. Od avgusta 1942 in med raznimi pomorskimi operacijami v pomoč bojem za Guadalcanal - kjer so bile avgusta in oktobra bolj ali manj odločilne letalske bitke - je poveljeval floti letalonosilk, ki je bila ponovno sestavljena iz rešenih letalonosilki po bitki za Midway. V okviru preureditve japonske flote po izločitvi vseh letalonosilk v bojih za Salomonove otoke je bil Nagumo imenovan za komandanta tako imenovane srednjepacifiške flote. Na tem položaju je leta 1944 vodil obrambo Marianskih otokov.
Prav takrat ko je 15. julija Eisenhower utrjeval svoje mostišče v Normandiji so Nimitzove sile naskočile Saipan, kakih 2.000 km vzhodno od Filipinov, ki ga je branilo 32.000 Japoncev pod poveljstvom generalporočnika Saita. Ameriško ladjevje, ki je štelo 535 ladij in mu je poveljeval admiral Spruance je prevažalo 127.000 mož, med katerimi sta bili dve tretjini mornariške pehote. Štiri dni kasneje je  na isto območje priplula japonska flota in pod vročim nebom brez oblačka ob najboljši vidljivosti se je vnela najhujša  bitka vojne, ki so ji Američani dali vzdevek »veliki marianski lov na purane«. V dveh dneh bojev na morju in zraku so ameriške sile izgubile 130 letal, medtem, ko so Japonci izgubili skoraj 500 letal. Cesarsko ladjevje je odplulo nazaj proti Filipinom. Boji na otoku Saipan so bili zelo srditi. Japonci so večkrat zelo srdito napadali, predvsem na 27. divizijo. Toda branilci so se bojevali bolj pogumno kakor spretno in v treh tednih so jih Američani premagali. General Saito ni hotel preživeti svojih vojakov. Sedmega julija 1944, ko se je bližal konec, je v votlini, kjer je bil njegov poveljniški položaj, se je z vzklikom »Hura za cesarja!« zabodel s svojim obrednim mečem. Admiral Nagumo, ki je poveljeval letalonosilkam pri Pearl Harborju in pri Midwayu, to pot pa skupini majhnih ladij pri Saipanu, pa se je isti dan pred padcem zadnjih postojank ustrelil.